# Tetragastris
Tetragastris là một chi thực vật thuộc họ Burseraceae. Chi này có các loài sau (tuy nhiên danh sách này có thể chưa đủ):
- Tetragastris tomentosa, D.M. Porter